# Ted King (ciclista)
Edward Carrington King, detto Ted (Exeter, 31 gennaio 1983), è un ex ciclista su strada statunitense, professionista dal 2009 al 2015.

## Palmarès

### Strada

#### Altri successi
- 2006 (Priority Health)

Classifica giovani Tour de Toona
- 2007 (Priority Health-Bissell)

Concord Criterium
Three Village Tour
- 2008 (Bissell)

Tour of the Hilltowns
Hanes Park Classic
3ª tappa Joe Martin Stage Race (Fayetteville > Fayetteville)
- 2009 (Cervélo TestTeam)

Criterium Lake Auburn
- 2010 (Cervélo TestTeam)

1ª tappa Green Mountain Stage Race (Warren, cronometro)

### Gravel
- 2016

Unbound Gravel
- 2018

Unbound Gravel
- 2019

SBT GRVL

## Piazzamenti

### Grandi Giri
- Giro d'Italia

2009: 106º
2010: 114º
- Tour de France

2013: squalificato (4ª tappa)
2014: ritirato (10ª tappa)

### Classiche monumento
- Giro delle Fiandre

2011: ritirato
2012: 77º
2013: 86º
2014: ritirato
- Parigi-Roubaix

2011: ritirato
2012: ritirato
2013: 111º
2014: ritirato
- Liegi-Bastogne-Liegi

2009: ritirato
2010: 65º

### Competizioni mondiali
- Campionati mondiali

Geelong 2010 - In linea Elite: 73°
- Campionati del mondo gravel

Leuven 2024 - Elite: 124º

## Piazzamenti

### Competizioni mondiali
- Campionati del mondo su strada

Melbourne 2010 - In linea Elite: 73º